# Novodmîtrivka, Henicesk
Novodmîtrivka (în ucraineană Новодмитрівка) este localitatea de reședință a comunei Novodmîtrivka din raionul Henicesk, regiunea Herson, Ucraina.

## Demografie
Componența lingvistică a localității Novodmîtrivka
     Ucraineană (83,26%)
     Rusă (8,15%)
     Belarusă (1,67%)
     Alte limbi (0,09%)
Conform recensământului din 2001, majoritatea populației localității Novodmîtrivka era vorbitoare de ucraineană (83,26%), existând în minoritate și vorbitori de rusă (8,15%) și belarusă (1,67%).